# Polydesmus thwaitesii
Polydesmus thwaitesii är en mångfotingart som beskrevs av Jean-Henri Humbert. Polydesmus thwaitesii ingår i släktet Polydesmus och familjen plattdubbelfotingar. Inga underarter finns listade i Catalogue of Life.